# Chlorita albomaculata
Chlorita albomaculata är en insektsart som först beskrevs av K. Ramakrishnan och Menon 1972.  Chlorita albomaculata ingår i släktet Chlorita och familjen dvärgstritar. Inga underarter finns listade i Catalogue of Life.